# Júnior Díaz
Júnior Enrique Díaz Campbell (Heredia, Costa Rica, 12 de septiembre de 1983) es un exfutbolista costarricense que jugó como lateral izquierdo. Actualmente dirige a la selección sub-17 de Costa Rica.

## Trayectoria como jugador
Júnior nació en la urbanización Zumbado de Heredia y se crio en Aserrí junto a la calle Limón. Es hijo del exfutbolista Enrique Díaz, quien fuera figura del Deportivo Saprissa. A diferencia de su padre, Júnior no se formó en el cuadro morado, sino que a los diecisiete años se integró al Herediano.

### C. S. Herediano
Hizo su debut en la Primera División con el cuadro florense el 17 de agosto de 2003, por la fecha inaugural de la temporada 2003-04. El defensa completó la totalidad de los minutos del técnico Ildo Maneiro, y su equipo logró la victoria de visita por 0-2 sobre Ramonense. El 7 de marzo de 2004 convirtió el primer gol de su carrera ante el Pérez Zeledón. El 2 de mayo alcanza el título del Torneo de Clausura y su equipo accede a la final nacional ante el Deportivo Saprissa, la cual perdió.
En competición internacional se estrenó el 23 de septiembre de 2004, por la primera ronda de ida frente al Tauro de Panamá en la Copa Interclubes de UNCAF. Júnior fue titular en la victoria 0-3 como visitante.

### Wisła Cracovia
El 29 de enero de 2008, se hace oficial la venta del jugador al Wisła Cracovia de Polonia por un monto de cien mil dólares. Debutó como legionario en la Ekstraklasa el 15 de marzo, al reemplazar en el último minuto a Dariusz Dudka en la victoria de visita 1-2 contra el Lech Poznań. Marcó su primer gol el 4 de mayo para que su equipo comenzara la remontada ante el Lodz, partido que terminaría en triunfo de goleada 5-2. El 13 de mayo pierde la final de Copa en penales contra el Legia de Varsovia. En su primera campaña pudo hacerse con el título de liga.

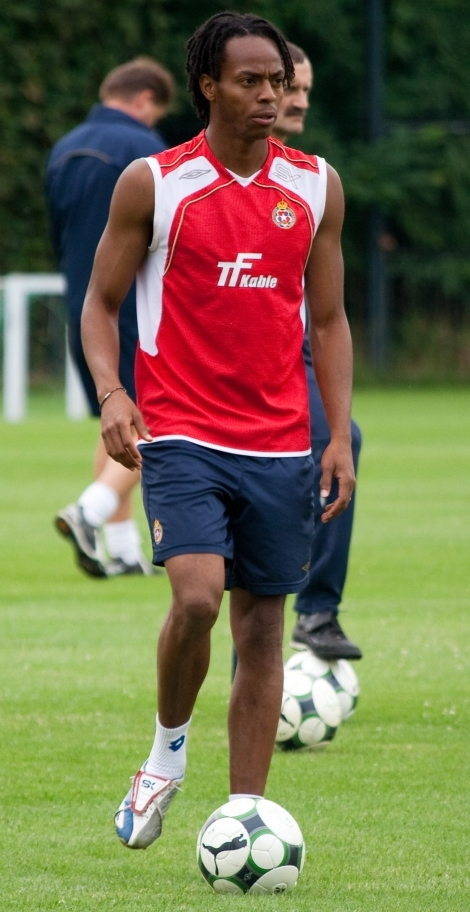
Díaz en 2009.

Su segunda temporada comenzó el 20 de julio de 2008, jugando la totalidad de los minutos en la pérdida frente al Legia de Varsovia por la Supercopa de Polonia. Disputó la ida de la segunda ronda previa a la Liga de Campeones de la UEFA el 6 de agosto contra el Beitar Jerusalén de Israel. En el partido marcó un gol al minuto 57' para el triunfo de 5-0. De esta manera se convirtió en el cuarto costarricense en anotar para el certamen europeo. Se estrenó en la Ekstraklasa tres días después, tras la victoria 1-0 sobre el Polonia Bytom. El 30 de mayo de 2009, se proclama campeón de liga después de vencer al Silesia Breslavia por la última fecha.
Arrancó su tercera campaña en la ida de la segunda ronda de la Liga de Campeones, donde fue titular ante el Levadia de Estonia. El 25 de julio de 2009 volvió a perder la Supercopa de Polonia, siendo esta vez ante el Lech Poznań en penales. Para este juego, Díaz colaboró con su primer gol por competencia oficial que significó el empate 1-1. El 1 de agosto hizo su debut en liga en la victoria 2-0 sobre el Ruch Chorzów. Debido a la eliminación de su conjunto en la ronda previa del torneo europeo, Díaz desconoció si él iba a ser uno de los jugadores que saldrían vendidos en el mercado. Finalmente se quedó en el equipo y disputó toda la temporada.
Debuta en la cuarta temporada el 15 de julio de 2010, por la ida de la segunda ronda hacia la Liga Europa de la UEFA, con la victoria 2-0 ante el Šiauliai de Lituania. El 22 de julio convirtió su primer gol en la vuelta de la serie que culminó en triunfo de 5-0. Su equipo quedó eliminado el 5 de agosto tras perder ambos juegos frente al Qarabağ de Azerbaiyán. En liga debutó el 8 de agosto completando la totalidad de los minutos en el triunfo 1-0 sobre el Arka Gdynia.

### Club Brugge K. V.
El 31 de agosto de 2010, último día de transferencias del mercado europeo, Díaz fue traspasado al Brugge de Bélgica por un periodo de tres años. Se estrenó en su nuevo club el 16 de septiembre, por la primera fecha de la fase de grupos de la Liga Europa frente al PAOK, donde jugó los 90 minutos del empate 1-1. Su debut en la Pro League se produjo el 19 de septiembre en el triunfo cómodo por 0-5 sobre el Sporting Charleroi. En la temporada de liga únicamente alcanzó trece apariciones, quedándose numerosas veces fuera de convocatoria o en la suplencia.

### Wisła Cracovia
El 6 de julio de 2011, se confirma el regreso de Díaz al Wisła Cracovia en condición de préstamo por una temporada. Debutó nuevamente en el club polaco el 26 de julio, por la tercera ronda de la Liga de Campeones de la UEFA ante el Litex Lovech de Bulgaria. En la Ekstraklasa tuvo veinte partidos disputados de los cuales convirtió un gol.

### F. S. V. Mainz 05
El 6 de julio de 2012, firmó por tres años en el Mainz 05 de Alemania convirtiéndose en el quinto costarricense en llegar a la Bundesliga. Debutó el 22 de septiembre con la dorsal «20» y completó la totalidad de los minutos en el triunfo 2-0 ante el Augsburg. El 30 de septiembre convirtió su primer gol al minuto 27' de cabeza contra el Wolfsburgo, partido que terminó 0-2 a favor de su equipo. En la liga alcanzó dieciocho apariciones, aportó un tanto y dio tres asistencias.
Disputó su primer partido de la Bundesliga el 19 de octubre de 2013, siendo titular los 90 minutos de la derrota 4-1 ante el Bayern de Múnich. En esta temporada obtuvo veinte presencias y no marcó goles.
Empezó su tercera temporada el 31 de julio de 2014, por la ida de la tercera ronda a la Liga Europa de la UEFA ante el Asteras Trípoli de Grecia. Díaz ingresó de cambio al minuto 70' por Park Joo-ho y el marcador terminó en victoria por 1-0. Una semana después se presentó la derrota por 3-1 en el duelo de vuelta, por lo que quedó eliminado del certamen europeo. Debutó en la Bundesliga hasta en la segunda fecha del 31 de agosto, donde completó la totalidad de los minutos en el empate 0-0 ante el Hannover 96. Anotó su primer gol de la campaña el 22 de noviembre sobre el Friburgo. Terminó la liga con diecinueve apariciones, dio un gol y una asistencia.

### SV Darmstadt 98
El 29 de julio de 2015, Júnior se convirtió en nuevo refuerzo del Darmstadt con un contrato de dos temporadas. Su debut en la Bundesliga debió esperar hasta la sexta fecha del 22 de septiembre contra el Werder Bremen, donde reemplazó al lesionado Fabian Holland al minuto 36'. Alcanzó doce participaciones de liga.

### Würzburger Kickers

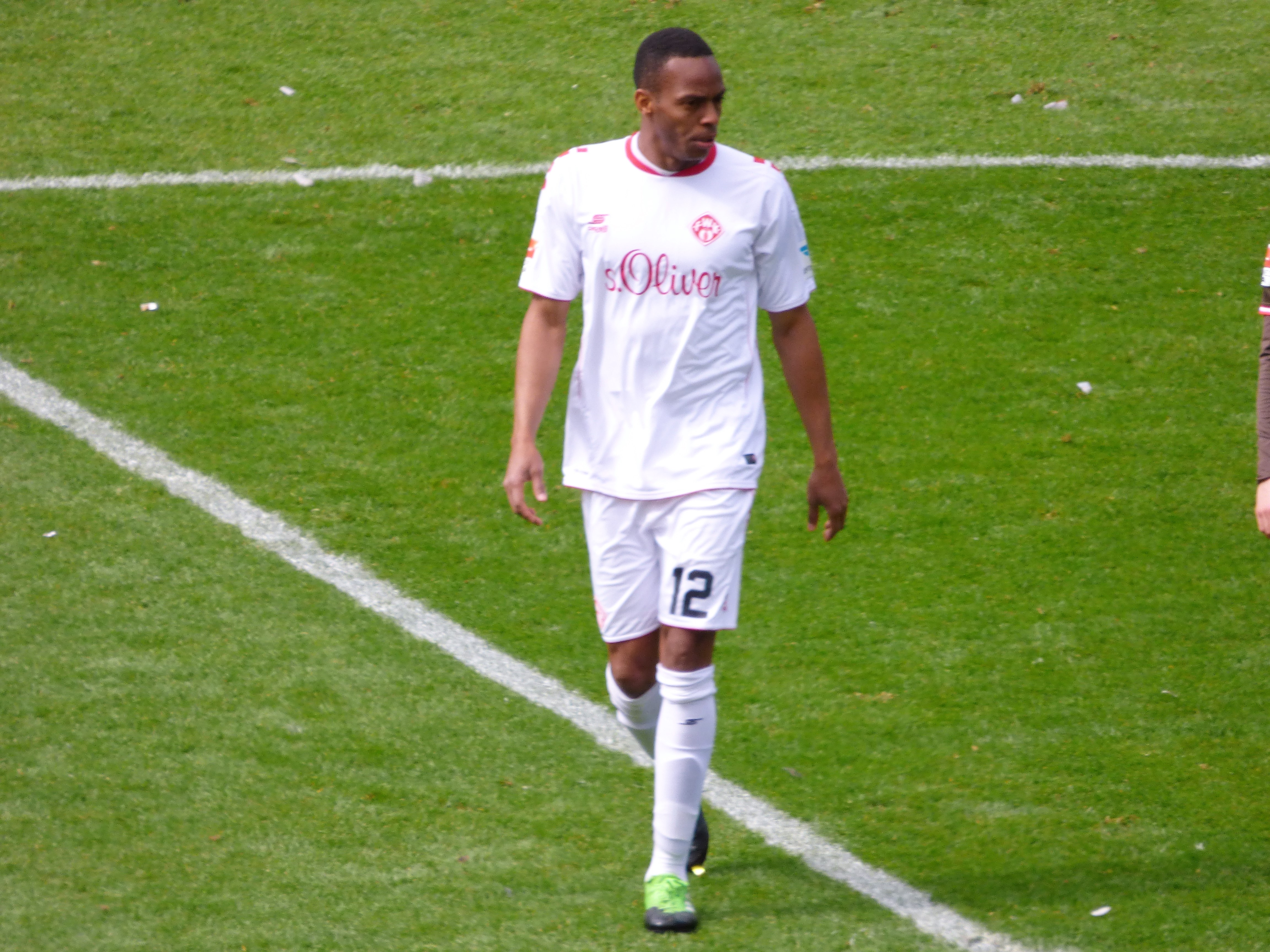
Júnior jugando para el Würzburger Kickers.

El 30 de agosto de 2016, el defensa fue fichado por el Würzburger Kickers de la 2. Bundesliga o segunda categoría del fútbol alemán, con el objetivo de aportar su experiencia a los jugadores jóvenes del club. Se estrenó en la liga el 9 de septiembre como titular en la victoria 2-0 ante el Bochum. El 1 de abril de 2017 marcó un gol en propia puerta en el último minuto que impidió el triunfo de su club contra el Arminia Bielefeld. En la temporada alcanzó veinticuatro participaciones y cerca del final de la misma sufrió una lesión en la rodilla.

### C. S. Herediano
El 14 de septiembre de 2017, tras casi diez años de jugar en el exterior, regresa a su país para incorporarse al Herediano. Debutó en el Torneo de Apertura el 25 de octubre, en la visita al Estadio Allen Riggioni contra Grecia. Díaz ingresó de cambio al minuto 68' por Ronney Mora y el resultado terminó en victoria por 0-1. El 23 de diciembre obtiene el subcampeonato del torneo tras perder la final ante el Pérez Zeledón.
Convirtió su primer gol con los florenses el 17 de febrero de 2018, mediante un cabezazo en el partido frente a la Universidad de Costa Rica. El 20 de mayo volvió a quedar subcampeón del Torneo de Clausura luego de la pérdida en penales contra el Deportivo Saprissa.
El 1 de noviembre de 2018, Díaz conquistó el título de Liga Concacaf venciendo en el resultado global al Motagua de Honduras. El 23 de diciembre ganó el Torneo de Apertura en una nueva final sobre el conjunto saprissista, donde Júnior fue quien puso la asistencia a Aldo Magaña para el gol del triunfo.
Después de la eliminación del cuadro rojiamarillo en las semifinales del Torneo de Clausura 2019 contra San Carlos, el 10 de mayo se hace oficial la salida del defensa junto a otros futbolistas.

### L. D. Alajuelense
El 29 de mayo de 2019, Júnior firmó como libre en Alajuelense por un periodo inicial de seis meses. Debutó con la camiseta rojinegra el 25 de julio por la segunda fecha del Torneo de Apertura, siendo titular los 90 minutos del triunfo 1-2 sobre Limón en el Estadio Nacional. El 22 de agosto extendió su contrato hasta diciembre de 2020. El 15 de diciembre salió expulsado en el duelo de ida de la gran final ante Herediano, dejando en inferioridad numérica a su club desde el minuto 17'. El 21 de diciembre se conformó con el subcampeonato tras la pérdida de la serie en penales.
El 15 de enero de 2020 convirtió el primer gol con los manudos en la derrota 3-1 contra Pérez Zeledón. Para el Torneo de Clausura, Díaz asumió el rol de capitán de su equipo.
El 20 de diciembre de 2020, Díaz se proclamó campeón del Torneo de Apertura al derrotar a Herediano en las dos finales con marcadores de 1-0.
El 3 de febrero de 2021, Júnior conquistó su segundo título en el club tras vencer al Deportivo Saprissa por 3-2 en la final de Liga Concacaf. El 22 de mayo se anunció su salida de Alajuelense debido a fin de su contrato.
El 10 de agosto de 2021, Díaz inicia una nueva etapa al ser nombrado asistente de la Sub-15 de Alajuelense. El 30 de septiembre fue anunciado como ayudante de Albert Rudé del primer equipo rojinegro.

## Trayectoria como entrenador

### Costa Rica U-17
El 20 de diciembre de 2023, Díaz fue nombrado como director técnico de la selección sub-17 de Costa Rica.

## Selección nacional

### Categorías inferiores
El 13 de agosto de 2002, Díaz fue elegido por Juan Diego Quesada de la Selección Sub-20 de Costa Rica para hacer frente a la eliminatoria centroamericana al Torneo de Concacaf. El 6 de septiembre permaneció en la suplencia contra Guatemala (derrota 1-0). Hizo su debut como titular por 77 minutos ante Honduras (pérdida 0-2) y posteriormente su escuadra ganó sobre Nicaragua (6-0). Su selección cerró la participación mediante el triunfo 0-1 contra El Salvador. Los resultados obtenidos dejaron a su grupo sin posibilidades de optar por una plaza a la competencia continental, despidiéndose de la opción de ir al Mundial de forma prematura.
El 13 de septiembre de 2003, Júnior jugó la eliminatoria previa al Preolímpico de Concacaf, en la victoria por 15-0 sobre Belice y donde colaboró con un doblete a los minutos 14' y 65'.
El 6 de enero de 2004, el estratega Rodrigo Kenton anunció la lista de convocados para jugar el Preolímpico de Concacaf con la Selección Sub-23 en la que Díaz fue incluido. Enfrentó los tres juegos del grupo donde su país ganó sobre Jamaica (3-0), Trinidad y Tobago (4-0) y empató contra México (1-1), en este último teniendo a Júnior como el anotador del gol. El 10 de febrero, con el triunfo 2-0 ante Honduras en semifinales, la escuadra costarricense aseguró un puesto a los Juegos Olímpicos. Dos días después se quedó con el segundo lugar de la competencia tras perder la final por 1-0 frente a los mexicanos. Díaz se perdió el último juego por acumulación de tarjetas amarillas.
Díaz disputó el torneo masculino de los Juegos Olímpicos de Atenas 2004, donde fue titular en los tres partidos de la fase de grupos contra Marruecos (0-0), Irak (derrota 0-2) y Portugal (victoria 4-2). El 21 de agosto se dio la eliminación del cuadro costarricense en cuartos de final por Argentina con cifras de 4-0.

#### Participaciones en inferiores
| Evento                          | Sede   | Resultado        | Posición | Partidos | Goles |
| ------------------------------- | ------ | ---------------- | -------- | -------- | ----- |
| Preolímpico de Concacaf de 2004 | México | Subcampeón       | 2/8      | 4        | 1     |
| Juegos Olímpicos de 2004        | Atenas | Cuartos de final | 8/16     | 4        | 0     |

### Selección absoluta
Su debut con la Selección de Costa Rica se produjo el 7 de septiembre de 2003, en un amistoso celebrado en Fort Lauderdale contra el combinado de China. El entrenador Steve Sampson hizo ingresar de cambio a Díaz al minuto 58' por Leonardo González y poco después estuvo cerca de anotar, sin embargo su remate fue detenido por el guardameta chino.
El 26 de junio de 2004, el futbolista fue convocado por Jorge Luis Pinto para enfrentar la Copa América. Díaz se quedó como suplente en los dos primeros partidos de la fase de grupos que terminaron en derrotas contra Paraguay (0-1) y Brasil (4-1), y pudo debutar en la victoria 2-1 sobre Chile tras ingresar de cambio por Leonardo González. Su selección quedó eliminada en cuartos de final por Colombia (2-0).
El 11 de febrero de 2005, Díaz fue incluido en la nómina de Pinto que disputó la Copa de Naciones UNCAF. Debutó en la competencia el 21 de febrero, como titular en la totalidad de los minutos en la victoria 2-1 sobre El Salvador. Dos días después relevó a Berny Peña en el triunfo 1-0 ante Panamá. Su selección venció a Guatemala por las semifinales y se sobrepuso en penales para el último juego frente a Honduras, donde Díaz cobró uno de los tiros para proclamarse campeón del área.
Júnior fue parte de la convocatoria del entrenador Alexandre Guimarães que disputó la Copa de Oro de la Concacaf 2005. Su única participación se dio el 9 de julio frente a Cuba (3-1).
El 15 de octubre de 2008, convirtió su primer gol internacional en la eliminatoria mundialista de Concacaf, anotándole en la victoria 2-0 sobre Haití.
El 14 de octubre de 2009, Díaz jugó 17 minutos en el partido que enfrentó a Estados Unidos por la jornada final de la hexagonal eliminatoria, dándose el resultado empatado de 2-2 en el último minuto. Con esto, su selección dirigida por René Simões debió disputar una repesca contra el quinto de la eliminatoria de Conmebol. El jugador participó en la serie contra Uruguay y fue titular en el encuentro de vuelta, donde su país se quedó sin la oportunidad mundialista tras la derrota por 2-1 en el global.
El 20 de mayo de 2011, Díaz entró en la nómina oficial de Ricardo La Volpe para jugar la Copa de Oro de la Concacaf. Tuvo titularidad en los tres partidos de la fase de grupos contra Cuba, El Salvador y México, así como del duelo por los cuartos de final ante Honduras que se llevó a los penales, serie que perdió su combinado.
El 19 de junio de 2013, el defensa recibió la convocatoria de Jorge Luis Pinto para desarrollar la Copa de Oro de la Concacaf en Estados Unidos. Aunque estuvo en la suplencia el 9 de julio en la victoria 3-0 sobre Cuba, Júnior alcanzó participación en los otros duelos de la fase de grupos, en el triunfo 1-0 contra Belice y la derrota con el mismo marcador ante Estados Unidos. El 21 de julio, su país quedó eliminado en cuartos de final tras la pérdida 1-0 contra Honduras.

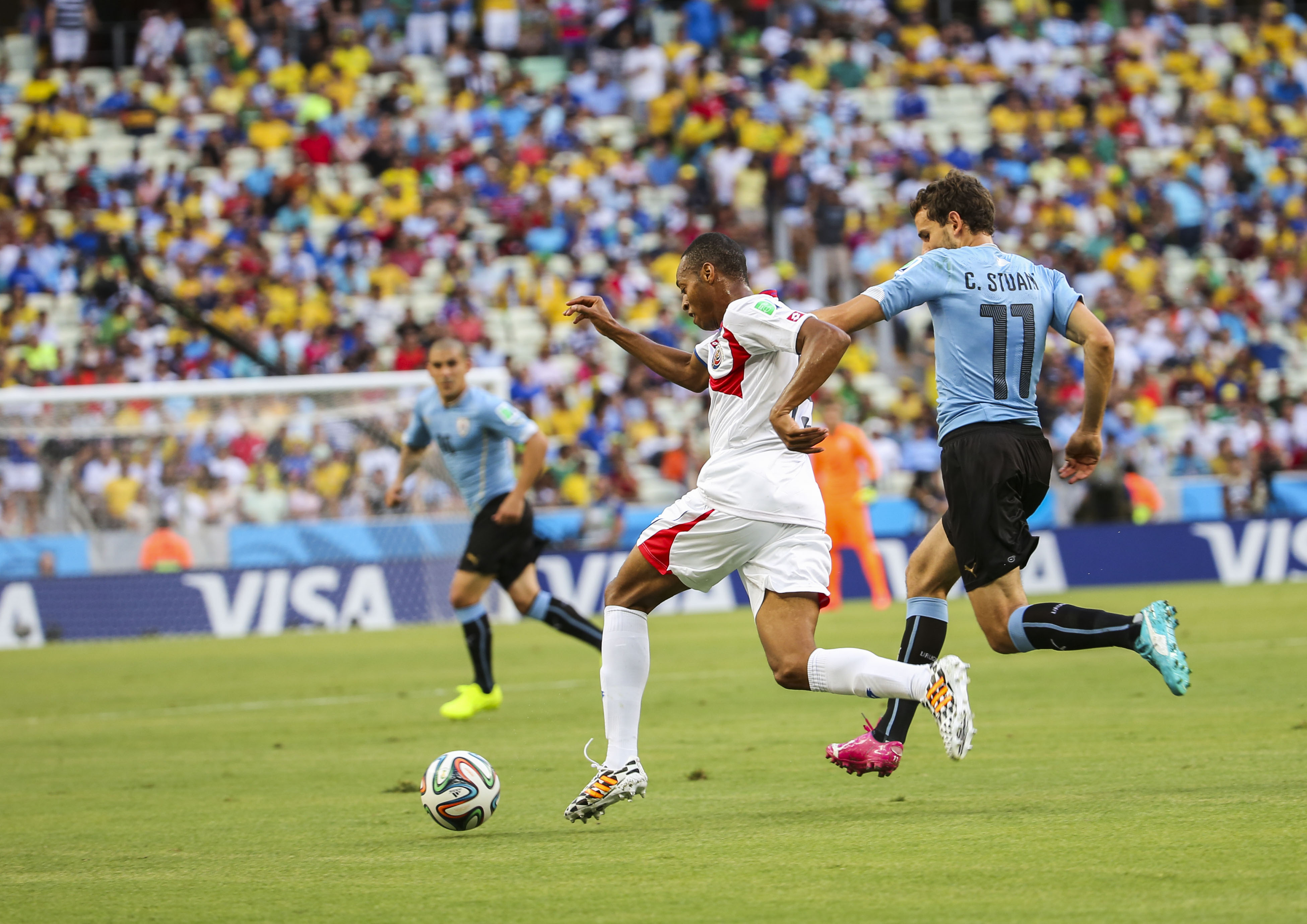
Díaz ante la marca de Christian Stuani de Uruguay en el Mundial 2014.

El 10 de septiembre de 2013, con el empate 1-1 frente a Jamaica por la eliminatoria de Concacaf, el cuadro costarricense selló su clasificación directa al Mundial de Brasil 2014.
El 12 de mayo de 2014, el entrenador de la selección costarricense, Jorge Luis Pinto, incluyó a Díaz en la convocatoria preliminar con miras a la Copa Mundial de Brasil. Finalmente, fue confirmado en la nómina definitiva de veintitrés jugadores el 30 de mayo. El 14 de junio fue la primera fecha del certamen máximo, en la que su grupo enfrentó a Uruguay en el Estadio Castelão de Fortaleza. Júnior participó en la totalidad de los minutos y pese a tener el marcador en contra, su nación logró revertir la situación y ganó con cifras de 1-3. El 20 de junio, en la Arena Pernambuco contra Italia, el defensa repetiría su posición como titular y puso la asistencia al gol de Bryan Ruiz de la victoria ajustada 0-1. Para el compromiso de cuatro días después ante Inglaterra en el Estadio Mineirão, el resultado se consumió empatado sin goles. El 29 de junio, por los octavos de final contra Grecia, la serie se llevó a los penales para decidir al clasificado y su conjunto triunfó mediante las cifras de 5-3. Su participación concluyó el 5 de julio, como titular los 120 minutos en la pérdida en penales contra Países Bajos.
El 23 de junio de 2015, el estratega Paulo Wanchope entregó la lista de convocados para enfrentar la Copa de Oro de la Concacaf, de la cual Júnior fue incluido. Participó en dos de los tres juegos de la fase de grupos que concluyeron en empates contra Jamaica (2-2), El Salvador (1-1) y Canadá (0-0). El 19 de julio, completó la totalidad de los minutos en la pérdida 1-0 en tiempo suplementario ante México, por la serie de cuartos de final.
Díaz disputó su último partido representando a Costa Rica el 29 de marzo de 2016, por la cuarta fecha de la cuadrangular eliminatoria de Concacaf en el Estadio Nacional contra Jamaica. Con Óscar Ramírez como el entrenador, el defensa ingresó de cambio al minuto 84' por Ronald Matarrita y su escuadra triunfó por 3-0.

#### Participaciones internacionales
| Evento                          | Sede                    | Resultado        | Posición | Partidos | Goles |
| ------------------------------- | ----------------------- | ---------------- | -------- | -------- | ----- |
| Copa América 2004               | Perú                    | Cuartos de final | 8/12     | 1        | 0     |
| Copa de Naciones UNCAF 2005     | Guatemala               | Campeón          | 1/7      | 4        | 0     |
| Copa de Oro de la Concacaf 2005 | Estados Unidos          | Cuartos de final | 5/12     | 1        | 0     |
| Copa de Oro de la Concacaf 2011 | Estados Unidos          | Cuartos de final | 6/12     | 4        | 0     |
| Copa de Oro de la Concacaf 2013 | Estados Unidos          | Cuartos de final | 5/12     | 3        | 0     |
| Copa de Oro de la Concacaf 2015 | Estados Unidos · Canadá | Cuartos de final | 7/12     | 3        | 0     |

#### Participaciones en eliminatorias
| Eliminatoria               | Sede      | Resultado   | Posición | Partidos | Goles |
| -------------------------- | --------- | ----------- | -------- | -------- | ----- |
| Clasificación Mundial 2006 | Alemania  | Clasificado | 3.ª      | 0        | 0     |
| Clasificación Mundial 2010 | Sudáfrica | Eliminado   | 4.ª      | 15       | 1     |
| Clasificación Mundial 2014 | Brasil    | Clasificado | 2.ª      | 4        | 0     |
| Clasificación Mundial 2018 | Rusia     | Clasificado | 2.ª      | 2        | 0     |

#### Participaciones en Copas del Mundo
| Mundial              | Sede   | Resultado        | Partidos | Goles |
| -------------------- | ------ | ---------------- | -------- | ----- |
| Copa Mundial de 2014 | Brasil | Cuartos de final | 5        | 0     |

## Estadísticas como jugador

### Clubes
Actualizado a fin de su carrera deportiva
| C.S Herediano · Costa Rica    |               |               |     |    |    |    |    |     |     |    |
| 1.ª                           | 2003-04       | 36            | 1   | 0  | 0  | 0  | 0  | 36  | 1   |    |
| 1.ª                           | 2004-05       | 15            | 1   | 0  | 0  | 4  | 0  | 19  | 1   |    |
| 1.ª                           | 2005-06       | 26            | 3   | 0  | 0  | 0  | 0  | 26  | 3   |    |
| 1.ª                           | 2006-07       | 31            | 2   | 0  | 0  | 0  | 0  | 31  | 2   |    |
| 1.ª                           | 2007          | 18            | 3   | 0  | 0  | 0  | 0  | 18  | 3   |    |
| Total club                    | Total club    | 126           | 10  | 0  | 0  | 4  | 0  | 130 | 10  |    |
| Wisła Cracovia · Polonia      |               |               |     |    |    |    |    |     |     |    |
| 1.ª                           | 2008          | 7             | 1   | 5  | 0  | 0  | 0  | 12  | 1   |    |
| 1.ª                           | 2008-09       | 28            | 2   | 4  | 1  | 5  | 1  | 37  | 4   |    |
| 1.ª                           | 2009-10       | 27            | 2   | 5  | 1  | 2  | 0  | 34  | 3   |    |
| 1.ª                           | 2010-11       | 4             | 0   | 0  | 0  | 3  | 1  | 7   | 1   |    |
| Total club                    | Total club    | 66            | 5   | 14 | 2  | 10 | 2  | 90  | 9   |    |
| Club Brujas · Bélgica         |               |               |     |    |    |    |    |     |     |    |
| 1.ª                           | 2010-11       | 12            | 0   | 0  | 0  | 4  | 0  | 16  | 0   |    |
| Total club                    | Total club    | 12            | 0   | 0  | 0  | 4  | 0  | 16  | 0   |    |
| Wisła Cracovia · Polonia      |               |               |     |    |    |    |    |     |     |    |
| 1.ª                           | 2011-12       | 20            | 1   | 4  | 0  | 12 | 0  | 36  | 1   |    |
| Total club                    | Total club    | 20            | 1   | 4  | 0  | 12 | 0  | 36  | 1   |    |
| 1. F.S.V. Mainz 05 · Alemania |               |               |     |    |    |    |    |     |     |    |
| 1.ª                           | 2012-13       | 18            | 1   | 3  | 0  | 0  | 0  | 21  | 1   |    |
| 1.ª                           | 2013-14       | 20            | 0   | 0  | 0  | 0  | 0  | 20  | 0   |    |
| 1.ª                           | 2014-15       | 19            | 1   | 1  | 0  | 1  | 0  | 22  | 1   |    |
| Total club                    | Total club    | 57            | 2   | 4  | 0  | 2  | 0  | 63  | 2   |    |
| Darmstadt 98 · Alemania       |               |               |     |    |    |    |    |     |     |    |
| 1.ª                           | 2015-18       | 12            | 0   | 2  | 0  | 0  | 0  | 14  | 0   |    |
| Total club                    | Total club    | 12            | 0   | 2  | 0  | 0  | 0  | 14  | 0   |    |
| Wurzburgo Kickers · Alemania  |               |               |     |    |    |    |    |     |     |    |
| 2.ª                           | 2016-17       | 24            | 0   | 1  | 0  | 0  | 0  | 25  | 0   |    |
| Total club                    | Total club    | 24            | 0   | 1  | 0  | 0  | 0  | 25  | 0   |    |
| C.S Herediano · Costa Rica    |               |               |     |    |    |    |    |     |     |    |
| 1.ª                           | 2017-18       | 23            | 1   | 0  | 0  | 2  | 0  | 25  | 1   |    |
| 1.ª                           | 2018-19       | 27            | 1   | 2  | 0  | 4  | 1  | 31  | 2   |    |
| Total club                    | Total club    | 50            | 2   | 0  | 0  | 6  | 1  | 56  | 3   |    |
| L.D Alajuelense · Costa Rica  |               |               |     |    |    |    |    |     |     |    |
| 1.ª                           | 2019-20       | 42            | 1   | 0  | 0  | 0  | 0  | 42  | 1   |    |
| 1.ª                           | 2020-21       | 19            | 1   | 0  | 0  | 2  | 0  | 21  | 1   |    |
| Total club                    | Total club    | 61            | 2   | 0  | 0  | 2  | 0  | 63  | 2   |    |
| Total carrera                 | Total carrera | Total carrera | 428 | 22 | 25 | 2  | 40 | 3   | 493 | 27 |
| 1. 2. Fuente:Transfermarkt    |               |               |     |    |    |    |    |     |     |    |

### Selección de Costa Rica
Actualizado a fin de su carrera deportiva.
| Selección                                                    | Año | Eliminatorias | Eliminatorias | Eliminatorias | Continental | Continental | Continental | Mundial | Mundial | Mundial | Amistosos | Amistosos | Amistosos | Total | Total | Total  |
| Selección                                                    | Año | Part.         | Goles         | Asist.        | Part.       | Goles       | Asist.      | Part.   | Goles   | Asist.  | Part.     | Goles     | Asist.    | Part. | Goles | Asist. |
| ------------------------------------------------------------ | --- | ------------- | ------------- | ------------- | ----------- | ----------- | ----------- | ------- | ------- | ------- | --------- | --------- | --------- | ----- | ----- | ------ |
| Absoluta · Costa Rica                                        |     |               |               |               |             |             |             |         |         |         |           |           |           |       |       |        |
| 2003                                                         | —   | —             | —             | —             | —           | —           | —           | —       | —       | 2       | 0         | 0         | 2         | 0     | 0     |        |
| 2004                                                         | —   | —             | —             | 1             | 0           | 0           | —           | —       | —       | 1       | 0         | 0         | 2         | 0     | 0     |        |
| 2005                                                         | —   | —             | —             | 5             | 0           | 0           | —           | —       | —       | 2       | 0         | 0         | 7         | 0     | 0     |        |
| 2006                                                         | —   | —             | —             | —             | —           | —           | —           | —       | —       | 3       | 0         | 0         | 3         | 0     | 0     |        |
| 2007                                                         | —   | —             | —             | —             | —           | —           | —           | —       | —       | 5       | 0         | 0         | 5         | 0     | 0     |        |
| 2008                                                         | 5   | 1             | 0             | —             | —           | —           | —           | —       | —       | 3       | 0         | 0         | 8         | 1     | 0     |        |
| 2009                                                         | 10  | 0             | 0             | —             | —           | —           | —           | —       | —       | —       | —         | —         | 10        | 0     | 0     |        |
| 2010                                                         | —   | —             | —             | —             | —           | —           | —           | —       | —       | 5       | 0         | 0         | 5         | 0     | 0     |        |
| 2011                                                         | —   | —             | —             | 4             | 0           | 0           | —           | —       | —       | 3       | 0         | 0         | 7         | 0     | 0     |        |
| 2012                                                         | —   | —             | —             | —             | —           | —           | —           | —       | —       | 1       | 0         | 0         | 1         | 0     | 0     |        |
| 2013                                                         | 4   | 0             | 0             | 3             | 0           | 0           | —           | —       | —       | 2       | 0         | 0         | 9         | 0     | 0     |        |
| 2014                                                         | —   | —             | —             | —             | —           | —           | 5           | 0       | 1       | 6       | 0         | 1         | 11        | 0     | 2     |        |
| 2015                                                         | 1   | 0             | 0             | 3             | 0           | 0           | —           | —       | —       | 6       | 0         | 0         | 10        | 0     | 0     |        |
| 2016                                                         | 1   | 0             | 0             | —             | —           | —           | —           | —       | —       | —       | —         | —         | 1         | 0     | 0     |        |
| Total                                                        | 21  | 1             | 0             | 17            | 0           | 0           | 5           | 0       | 1       | 39      | 0         | 1         | 81        | 1     | 2     |        |
| 1. 2. Fuente:Transfermarkt / National Football Teams / RSSSF |     |               |               |               |             |             |             |         |         |         |           |           |           |       |       |        |

#### Goles internacionales
| Núm. | Fecha                 | Lugar                                          | Rival | Gol | Resultado | Competición                  |
| ---- | --------------------- | ---------------------------------------------- | ----- | --- | --------- | ---------------------------- |
| 1    | 15 de octubre de 2008 | Estadio Ricardo Saprissa, San José, Costa Rica | Haití | 1-0 | 2-0       | Eliminatoria al Mundial 2010 |

## Estadísticas como entrenador

### Como entrenador
| Equipo                         | País       | Año           | PJ | PG | PE | PP | GF | GC | DF | Rendimiento |
| ------------------------------ | ---------- | ------------- | -- | -- | -- | -- | -- | -- | -- | ----------- |
| Selección sub-17 de Costa Rica | Costa Rica | 2024-presente | 6  | 2  | 1  | 3  | 9  | 11 | -2 | 38.89%      |

### Como segundo entrenador
| Equipo                         | País       | Año           |
| ------------------------------ | ---------- | ------------- |
| L. D. Alajuelense              | Costa Rica | 2021-2022     |
| Selección sub-20 de Costa Rica | Costa Rica | 2024-presente |

## Palmarés

### Títulos nacionales
| Título                         | Club              | País       | Año  |
| ------------------------------ | ----------------- | ---------- | ---- |
| Ekstraklasa                    | Wisła Cracovia    | Polonia    | 2008 |
| Ekstraklasa                    | Wisła Cracovia    | Polonia    | 2009 |
| Primera División de Costa Rica | C. S. Herediano   | Costa Rica | 2018 |
| Primera División de Costa Rica | L. D. Alajuelense | Costa Rica | 2020 |

### Títulos internacionales
| Título               | Equipo                  | Sede        | Año  |
| -------------------- | ----------------------- | ----------- | ---- |
| Copa Centroamericana | Selección de Costa Rica | Guatemala   | 2005 |
| Liga Concacaf        | C. S. Herediano         | Tegucigalpa | 2018 |
| Liga Concacaf        | L. D. Alajuelense       | Alajuela    | 2021 |